# برندا شیفر
برندا شیفر ((به انگلیسی: Brenda Shaffer) زاده حدود ۱۹۶۵) نویسنده آمریکایی، تحلیلگر مسائل خاورمیانه و مشاور ارشد بخش انرژی بنیاد دفاع از دمکراسی‌ها است. شیفر از دانشگاه تل‌آویو دکترای خود را دریافت نموده و در نیروهای دفاعی اسرائیل نیز خدمت نموده‌است. وی جز هیئت علمی دانشکده علوم سیاسی دانشگاه حیفا در اسرائیل و استاد مدعو در آکادمی دیپلماتیک جمهوری آذربایجان است. شیفر همچنین سمتِ مشاورِ رئیس شرکت نفت جمهوری آذربایجان را در کارنامه دارد.

## همکاری با دولت الهام علی‌اف
شیفر در سال ۱۹۹۹ با کمک یک میلیون دلاری از شرکت نفت جمهوری آذربایجان پروژه مطالعات دریای خزر را در دانشگاه هاروارد رهبری کرد. سپس وی تز دکتری خود را در خصوص ایران و مسائل قومی در سال ۲۰۰۲ منتشر کرد. او به عنوان استاد دانشگاه حیفا در اوایل دهه ۲۰۰۰ همکاری خود را با دولت باکو که خود بخشی از همکاری‌های تل‌آویو-باکو در سطح کلان بود، آغاز کرد. روابط شیفر با سفیر اسبق باکو در ایران که تمایلات سیاسی خاصی دارد، پوشیده نماند. پروژه‌های کاری شیفر در این مدت با کمک‌های مالی جمهوری آذربایجان صورت گرفت. ماحصل این دور از همکاری‌ها دو جلد کتاب بود که برندا شیفر در راستای توجیه نظری و تئوریک جنبش قومی در آذربایجان و تبریز منتشر کرد و به سرعت به فارسی (با پنهان‌کردن ماهیت اسرائیلی نویسنده از سوی ناشر و مترجم) ترجمه‌شد.

## عقیده شیفر و انتقاد از آن

### نظرات
شیفر به جدایی استان‌های آذری زبان از ایران و تشکیل کشور واحد آذربایجان باور دارد. شیفر تز دکترای خود را با عنوان زیر دریافت نمود:
«تشکیل هویت جمعی آذربایجانی پس از انقلاب ایران و متلاشی شدن اتحاد جماهیر شوروی» (The Formation of Azerbaijani Collective Identity: in Light of the Islamic Revolution in Iran and the Soviet Breakup)
شیفر از حامیان و مبلغان اعتراض‌های استان‌های آذری‌نشین، به ویژه اعتراض‌هایی است که در ارتباط با جمهوری آذربایجان شکل می‌گیرد. وی در سال ۲۰۱۸ به وزارت خارجه آمریکا و شخص مایک پمپئو پیشنهاد کرده‌است که برای تکمیل فشار حداکثری به ایران از گروه‌های سیاسی قومیت گرا استفاده کند.

### نقدها
شیفر توسط برخی از کارشناسان، متهم به تحریف گسترده تاریخ، نوشته‌های سفارشی و ایران ستیزی گردیده‌است. در این زمینه تورج اتابکی از دانشگاه آمستردام کتاب وی «مرزها و برادران: ایران و مسئله هویت آذربایجان» (Borders and Brethren: Iran and the Challenge of Azerbaijani Identity را نمونه‌ای از «تحریف تاریخ و یک دستورکار سیاسی» می‌داند. برخی دیگر نیز عمل شیفر را تحریف هدفمند تاریخ می‌دانند که کاملاً در مقابل بدیهیات اولیه مستند و مستدل تاریخ ایران و قفقاز است.
مقاله شیفر با نام سیاست ایالات متحده در قبال منطقه کاسپین: توصیه‌هایی برای دولت بوش نیز سبب ایجاد مناقشاتی شده‌است. کن سیلورستاین نیز در مجله هارپر در مقاله ای به نام «دانشگاهی‌هایی برای استفاده در ازای پول» در مجله هارپر، پروژه مطالعات خزر دانشگاه هاروارد که شیفر رهبری آن را بر عهده داشته به دلیل نوشته‌های سفارشی نقد می‌کند و می‌گوید:
«پروژه مطالعات خزر که در سال ۱۹۹۹ در دانشگاه هاروارد تشکیل شد از برخی دولت‌های آن منطقه و از شرکت‌های نفتی بسیاری پشتیبانی مالی می‌شود. همان‌طور که قبلاً گزارش داده‌ام، پرژوه مطالعات خزر در سال ۱۹۹۹ با حمایت ۱ میلیون دلاری کارگروه تجارت ایالات متحده و جمهوری آذربایجان و کونسرسیومی از چند کمپانی تأسیس شده‌است.»
رالف لوکر نیز در تأیید می‌نویسد:
«چنین پروژه‌هایی توسط رژیم‌های منطقه و برخی بنیادهای افراطی راست‌گرا در آمریکا پشتیبانی شده‌است.»
برخی از صاحب نظران انتشار این کتاب را نمونه ای از اقدامات آشکار در تئوریزه کردن جنگ قومیتی در ایران خوانده‌اند.

## فاش شدن ارتباط با شرکت نفت جمهوری آذربایجان
برندا شفر با وجود اینکه به عنوان مشاور ریاست شرکت نفت دولتی آذربایجان کار می‌کرد، همزمان تحت عنوان مطالعات دانشگاهی خود مطالب مربوط به مسائل ژئواستراتژیک را منتشر می‌نمود که این استفاده از نفوذ رسانه‌ای و اعتبار آکادمیک برای پیشبرد اهداف سیاسی، امنیتی و منطقه‌ای جمهوری آذربایجان باعث انتقاد از او شد. در ۱۷ سپتامبر ۲۰۱۴ نیویورک تایمز نامه‌ای از سردبیر منتشر نمود که اعلام می‌کرد شفر ارتباط خود با شرکت نفت دولتی جمهوری آذربایجان را هنگامی که برای آن نشریه مقاله می‌نوشته فاش نکرده بوده. این مسئله تعارض منافع در نشریات دیگر هم بازتاب یافت و باعث انتقاد از وی و بررسی شکل‌گیری لابی‌های جمهوری آذربایجان شد.

## کتب
- Author of "Partners in Need: The Strategic Relationship of Russia and Iran" (the Washington Institute for Near East Policy).
- Author of "Borders and Brethren: Iran and the Challenge of Azerbaijani Identity" (MIT Press, 2002).
- Editor of "The Limits of Culture: Islam and Foreign Policy" (MIT Press, 2006).
- Co-editor of "Beyond the Resource Curse" (University of Pennsylvania Press, 2012).

انتشارات دیگر
- “Iran’s Internal Azerbaijani Challenge: Implications for Policy in the Caucasus,” in Moshe Gammer (ed.), The Caucasus (London: Frank Cass, 2004).
- “U.S. Policy in the South Caucasus,” in Dov Lynch (ed.) The South Caucasus: a challenge for the EU (Chaillot Paper 65, EU ISS, دسامبر ۲۰۰۳).
- “Azerbaijan” in Waisman and Vasserman (ed.), Political Organizations in Central Asia and Azerbaijan: Sources and Documents (London: Frank Cass, 2003).
- “Azerbaycan Cumhuryetinin Kurulusu: Iran’daki Azeriler Uzerinde Etkisi”, in Emine Gursoy-Naskali and Erdal Sahin (eds.) Turk Cumhuriyetleri (Amsterdam/Istanbul, SOTA Publications, 2002)(in Turkish).
- “Postscript” in David Menashri (ed.), Central Asia Meets the Middle East (London: Frank Cass, 1998).